# Udați-Lucieni
Udați-Lucieni – wieś w Rumunii, w okręgu Buzău, w gminie Smeeni. W 2011 roku liczyła 389 mieszkańców.